# Episodi di Happily Divorced (seconda stagione)
La seconda stagione della serie televisiva Happily Divorced, composta da 24 episodi, è stata trasmessa sul canale statunitense TV Land dal 7 marzo 2012 al 13 febbraio 2013.
In Italia attualmente è trasmessa dal 5 maggio 2013 su Comedy Central piattaforma satellitare di Sky.
| n° | Titolo originale                      | Titolo italiano | Prima TV USA     | Prima TV Italia |
| -- | ------------------------------------- | --------------- | ---------------- | --------------- |
| 1  | The Reunion                           |                 | 7 marzo 2012     | 5 maggio 2013   |
| 2  | Peter Comes Out, Again                |                 | 14 marzo 2012    | 5 maggio 2013   |
| 3  | Daddy's Girl                          |                 | 21 marzo 2012    | 12 maggio 2013  |
| 4  | The Burial Plotz                      |                 | 28 marzo 2012    | 12 maggio 2013  |
| 5  | Swimmers and Losers                   |                 | 11 aprile 2012   | 19 maggio 2013  |
| 6  | Newman vs. Newman                     |                 | 18 aprile 2012   | 19 maggio 2013  |
| 7  | Adventure Man                         |                 | 25 aprile 2012   | 26 maggio 2013  |
| 8  | Time in a Bottle                      |                 | 2 maggio 2012    | 26 maggio 2013  |
| 9  | Mother's Day                          |                 | 9 maggio 2012    | 2 giugno 2013   |
| 10 | Fran-alyze This                       |                 | 16 maggio 2012   | 2 giugno 2013   |
| 11 | Cesar's Wife                          |                 | 30 maggio 2012   | 9 giugno 2013   |
| 12 | Two Guys, a Girl and a Pizza Place    |                 | 6 giugno 2012    | 9 giugno 2013   |
| 13 | Two Guys, a Girl and a Pizza Place II |                 | 28 novembre 2012 | 16 giugno 2013  |
| 14 | Meet the Parents                      |                 | 5 dicembre 2012  | 16 giugno 2013  |
| 15 | The Back-Up Fran                      |                 | 12 dicembre 2012 | 23 giugno 2013  |
| 16 | A Star Is Reborn                      |                 | 19 dicembre 2012 | 23 giugno 2013  |
| 17 | Follow the Leader                     |                 | 26 dicembre 2012 | 30 giugno 2013  |
| 18 | Love Thy Neighbor                     |                 | 2 gennaio 2013   | 30 giugno 2013  |
| 19 | The Biggest Chill                     |                 | 9 gennaio 2013   | 7 luglio 2013   |
| 20 | Peter's Boyfriend                     |                 | 16 gennaio 2013  | 7 luglio 2013   |
| 21 | I Object                              |                 | 23 gennaio 2013  | 14 luglio 2013  |
| 22 | Happily Divorced... With Children     |                 | 30 gennaio 2013  | 14 luglio 2013  |
| 23 | Sleeping With the Enemy               |                 | 6 febbraio 2013  | 21 luglio 2013  |
| 24 | For Better or For Worse               |                 | 13 febbraio 2013 | 21 luglio 2013  |